# Звёздный путь 6: Неоткрытая страна
Звёздный путь 6: Неоткрытая страна (англ. Star Trek VI: The Undiscovered Country) — шестой полнометражный научно-фантастический фильм, действие которого происходит во вселенной Звёздного пути. Неоткрытая страна стала последним фильмом с участием экипажа корабля «USS Enterprise» под командованием капитана Кирка — персонажей «Оригинального сериала Звёздный путь».
Премьера фильма состоялась: 6 декабря 1991 года.

Бюджет фильма: 30 млн долларов.

Кассовые сборы в кинотеатрах США в год показа: 74 810 000 долларов.

Кассовые сборы по всему миру: 94 млн долларов.

## Сюжет
2293 год. Исследуя газовые скопления Бета-квадранта, корабль Федерации «Эксельсиор» под командованием капитана Хикару Сулу попадает в подпространственную ударную волну. Источник взрыва — клингонская луна Праксис, которая в результате этого была полностью разрушена.
Через два месяца экипаж Кирка прибывает на секретное совещание Звёздного флота. В результате катастрофы, вызванной слишком активной разработкой полезных ископаемых, составляющих основу Клингонской энергетики, Клингонская империя осталась без ключевых производственных мощностей и, кроме того, ряд планет, в частности метрополия Кронос, были заражены продуктами взрыва. При нынешнем противостоянии восстановление невозможно, и Клингонской империи осталось существовать около 50 лет.
На совещании выясняется, что месяц назад клингонский канцлер Горкон послал в Федерацию тайное предложение о мире. Часть командования флота противится этому, ведь в результате Федеральный флот также подвергнется сокращению — сократится флот военных кораблей Звездного Флота. К тому же, есть возможность говорить с Клингонами с позиции силы. Но правительство Федерации всё-таки принимает инициативу Горкона. «Энтерпрайз» отправляется к точке встречи с крейсером Горкона «Кронос-1», чтобы сопроводить его к Земле.
Встретившись с клингонами, Кирк приглашает их канцлера на борт. Так они знакомятся с Горконом, его дочерью Азетбур и харизматичным генералом Ченгом, сторонником «старых добрых» времен противостояния. После возвращения канцлера на борт своего корабля по нему неожиданно выпускаются две торпеды — по показаниям сенсоров с Энтерпрайза. На «Кроносе-1» отключается искусственная гравитация, затем двое неизвестных в скафандрах федерации и гравиботинках проникают на борт и ранят канцлера. Клингоны готовятся к ответному удару по «Энтерпрайзу», но Кирк сдается и вместе с МакКоем прибывает на борт «Кроноса-1». Маккой пытается оказать помощь раненому Горкону, но спасти его не удается. Кирка и Маккоя арестовывают по обвинению в этом убийстве. Азетбур становится новым канцлером. Ченг и группа генералов предлагают ей начать полномасштабную войну против Федерации и силой добиться прекращения противостояния. Но, несмотря на убийство отца, она решает продолжить мирные переговоры — после суда над Кирком и МакКоем.
Запрос Федерации об экстрадиции Кирка и МакКоя отклонен. Кирка и Маккоя признают виновными, но по политическим соображениям заменяют высшую меру на пожизненную каторгу на шахтах астероида Рура-Пента, откуда невозможно сбежать: специальный энергополевой щит, прикрывающий шахты, блокирует транспортеры, а на поверхности выжить невозможно.
Спок, ставший капитаном «Энтерпрайза», с остальной командой находят объяснение случившемуся: торпеды выпустили с клингонского крейсера «Хищная птица», доработанного для возможности стрельбы из-под маскировочного поля. Однако остается без ответа вопрос об убийцах в форме Федерации. Магнитные ботинки одного из убийц находят в шкафчике одного из членов экипажа, но строение его ног исключает возможность ношения человеческой или вулканской обуви.
Тем временем при помощи одной из заключенных — Хамелоида — Кирку и Маккою все же удается бежать и выбраться из-под щита. Но оказывается, что побег был подстроен — клингоны хотели все же убить Кирка «при попытке к бегству». Однако в последний момент их подбирает прилетевший «Энтерпрайз». Скотти наконец находит форму убийц — двоих членов экипажа, но затем их самих находят застреленными. Кирк идет на хитрость — вызывает по общекорабельной трансляции судебного стенографиста взять показания у якобы выживших исполнителей убийства Горкона, надеясь привлечь ликвидатора необходимость закончить своё дело. Ликвидатором оказывается протеже адмирала Картрайта — лейтенант Валерис. Войдя с ней в слияние разумов, Спок выясняет, что за убийством Горкона стоят адмирал Картрайт, генерал Ченг (им обоим невыгоден мир и сокращения военных сил — Картрайту военных Звездного Флота, а Ченгу, соответственно, клингонских) и ромуланский посол Нанклус (ромуланцам также не выгодно прекращение противостояния Федерации и Клингонов). Следующим шагом заговорщиков должно стать устранение президента Федерации на все же открывшейся конференции по мирным переговорам.
От Сулу Кирку удается узнать, что конференция пройдет на заставе Китомер. «Энтерпайз» и «Эксельсиор» летят туда, но перехватываются «Хищной птицей» Ченга. Имея возможность стрелять из-под маскировки, его корабль неуязвим. Однако команде «Энтерпрайза» удается приспособить газовый анализатор для наведения торпеды на выхлопы двигателей «птицы». Попадание сбивает маскировочное поле, затем «Энтерпайз» и «Эксельсиор» расстреливают корабль Ченга.
Высадившись на Китомер, Кирку и команде удается спасти президента Федерации от выстрела клингонского снайпера, а затем арестовать Картрайта и Нанклуса. Федерация и Клингонская империя подписывают Китомерские соглашения, положившие начало миру, длившемуся до 2372 года. Команда Кирка отправляется в последний путь, а «Энтерпрайз» передадут другой команде.

## В ролях
| Актёр             | Роль                                                              |
| ----------------- | ----------------------------------------------------------------- |
| Леонард Нимой     | первый помощник-капитан Спок (глава научной службы)               |
| Уильям Шетнер     | капитан Джеймс Тиберий Кирк (командир звездолёта)                 |
| Дефорест Келли    | коммандер Леонард «Боунс» Маккой доктор, глава медицинской службы |
| Джеймс Духан      | капитан Монтгомери «Скотти» Скотт (глава инженерной службы)       |
| Нишель Никольс    | связист-коммандер Ухура                                           |
| Джордж Такеи      | капитан Хикару Сулу (командир звездолёта)                         |
| Уолтер Кениг      | штурман-коммандер Павел Чехов                                     |
| Грейс Ли Уитни    | младший-лейтенант Дженис Рэнд (связист)                           |
| Ким Кэттролл      | рулевой-лейтенант Валарис                                         |
| Кристофер Пламмер | генерал Ченг                                                      |
| Давид Уорнер      | канцлер Горкан                                                    |
| Розана Де Сото    | Азетбор                                                           |
| Марк Ленард       | советник Сарек                                                    |
| Брок Питерс       | адмирал флота Картрайд                                            |
| Кертвуд Смит      | президент Федерации                                               |
| Рене Обержонуа    | полковник Вест                                                    |
| Джон Шак          | посол клингонов                                                   |

## О создании фильма
В 1990 Харви Беннетт начал подготовку к съёмкам нового фильма под рабочим названием «Академия звездного флота» (англ. Starfleet Academy). По его задумке, этот фильм должен был стать приквелом всех предыдущих фильмов и всего сериала «Звёздный путь: Оригинальные серии» и рассказать зрителю о годах учёбы капитана Кирка. Был готов сценарий и начата подготовка декораций. Но внезапно компания Paramount Pictures принимает решение прекратить работу над приквелом и начать съёмку сиквела, поскольку большинство поклонников эпопеи ждало именно продолжения.
Поскольку Харви Беннетт отказался работать над новой картиной, все руководство будущей картиной было передано Леонарду Нимою. Нимой отдал место режиссёра Николасу Мэйеру, а свои наброски сюжета — сценаристу Денни Мартину Флинну.
Первоначальный сюжет дошёл до зрителя в урезанном виде — сказалось уменьшение финансирования. Был убран пролог, несколько сцен и диалогов, напрямую не связанных с сюжетом, а также уменьшено число декораций.
Джин Родденберри, идейный вдохновитель и создатель эпопеи, приглашенный на закрытый показ, остался очень недоволен и собирался требовать убрать из фильма целый ряд эпизодов. Но воплотить свои требования он не успел. Менее чем через два дня после закрытого показа, 24 октября 1991 года Родденберри не стало. В память о нём в окончательной версии фильма, перед финальными титрами, появилась посвящённая ему надпись.
Продюсер фильма Харви Беннетт исполнил роль главнокомандующего Звёздным флотом.
В этом фильме было впервые названо имя Сулу — Хикару.
Во время съёмок фильма в соседнем павильоне шли съёмки картины «Фрэнки и Джонни» с Аль Пачино в главной роли. Согласно сценарию в одной из сцен Аль Пачино должен был изобразить сильнейшее удивление после того, как откроет дверь. Для большей достоверности актёрской игры в этом эпизоде, режиссёр фильма Гэрри Маршалл устроил так, что открыв дверь Аль Пачино увидел Кирка и Спока.
Горкон, комментируя творчество Шекспира, заявляет: «Жаль, что вы не читали Шекспира в оригинале — на клингонском». Эта фраза вдохновила группу фанатов клингонского языка на создание «Проекта по восстановлению клингонского Шекспира». Участники проекта попытались перевести работы Уильяма Шекспира на клингонский. Результатом их усилий стала книга «Клингонский Гамлет» (авторы Ник Николас и Эндрю Стрейдер). Генерал Ченг несколько раз произносит фразу Гамлета «Быть или не быть» на клингонском языке («taH pagh taHbe'!»).

## Награды и номинации
| Год  | Награда | Категория                          | Номинант(ы) | Результат |
| ---- | ------- | ---------------------------------- | --- | --------- |
| 1992 | Оскар   | Лучший монтаж звуковых эффектов    | Джордж Уоттерс II, Ф. Хадсон Миллер | Номинация |
| 1992 | Оскар   | Лучший грим                        | Майкл Миллс, Эдвард Френч, Ричард Снелл                                                                                                  | Номинация |
| 1993 | Сатурн  | Лучший научно-фантастический фильм | Ральф Уинтер, Стивен-Чарльз Джаффе | Победа    |
| 1993 | Сатурн  | Лучшая актриса второго плана       | Ким Кэттролл | Номинация |
| 1993 | Сатурн  | Лучший сценарий                    | Николас Мейер и Денни Мартин Флинн | Номинация |
| 1993 | Сатурн  | Лучшие костюмы                     | Доди Шепард | Номинация |
| 1993 | Сатурн  | Лучший грим                        | Майкл Миллс и Эдвард Френч | Номинация |
| 2010 | Сатурн  | Лучший DVD-сборник                 | совместно с пятью первыми фильмами как часть сборника «Star Trek: Original Motion Picture Collection».                                   | Победа    |
| 1992 | Хьюго   | Лучшая постановка                  | Николас Мейер (сценарист/режиссёр), Денни Мартин Флинн (сценарист), Леонард Нимой (сюжет), Лоуренс Коннер (сюжет) Марк Розенталь (сюжет) | Номинация |